# Carlo Mattioli
Carlo Mattioli (Modena, 8 maggio 1911 – Parma, 12 luglio 1994) è stato un pittore italiano.

## Biografia
Nel 1925 la sua famiglia si trasferì da Modena a Parma, dove il pittore risiedette stabilmente per tutta la sua vita. Si formò presso l'Istituto d'Arte e iniziò la sua attività artistica, con modi che si rifecero all'esperienza di Giorgio Morandi.  La prima importante uscita pubblica avvenne nel 1940 alla Biennale di Venezia, ove venne invitato in numerose edizioni successive, ottenendo premi e riconoscimenti importanti. Nel 1943 si tenne a Firenze, per interessamento di Ottone Rosai, la sua prima mostra personale.
Gli anni quaranta e cinquanta sono caratterizzati da una produzione che si connotò per un suggestivo tonalismo figurativo. Furono gli anni della sua maturazione culturale, attenta non solo alle più varie esperienze pittoriche passate e contemporanee, ma  ricca anche di interessi per la letteratura, in specie per la poesia. Stabilì un fertile e non transitorio rapporto, tra gli altri, con Attilio Bertolucci e con Mario Luzi. Si collegò a tale interesse letterario l'attività di Mattioli come illustratore di libri; attività che si fece particolarmente intensa negli anni sessanta con incisioni e litografie per  i Ragionamenti di Pietro Aretino, la Chartreuse de Parme e  la Vanina Vanini di Stendhal, i Sonetti di Guido Cavalcanti, il Belfagor di Machiavelli, il Canzoniere di Petrarca, La Venexiana, commedia per il teatro di ignoto autore del XVI secolo, e altre opere ancora.
Gli anni sessanta furono gli anni della sua piena affermazione presso il grande pubblico. La sua produzione venne segnata dalla laboriosa ricerca di sempre nuove modalità espressive, con una vena pittorica, sospesa tra formale e informale, che assecondò, procedendo per cicli tematici, la sua meticolosa esplorazione dei territori e delle possibilità del linguaggio pittorico. Furono di questi anni la serie dei Nudi, delle Nature Morte ed, in particolare, degli Studi sul Cestino del Caravaggio.  Tra i riconoscimenti di questo periodo si deve ricordare che, nel 1964 venne premiato col Premio del Fiorino a Firenze, alla XV Mostra Nazionale; nel 1966 venne nominato membro dell'Accademia Clementina e, nel 1968, dell'Accademia Nazionale di San Luca.
Nel 1970 venne allestita a Parma la prima mostra antologica delle sue opere, portata l'anno dopo a Carrara.  Nel corso degli anni settanta proseguì e rinnovò la ricerca di una poetica capace di esprimere l'affiorare improvviso alla coscienza, come in un'illuminazione istantanea, di emozioni che promanano dalla osservazione di una natura infinitamente cangiante, sia essa rappresentata dalle Spiagge della Versilia (1970 -74), dai Campi di papaveri (dal 1974), dalle Lavande (dal 1978), dalle Ginestre  (dal 1979). Mattioli fece ricorso ad una gamma molto vasta di tecniche pittoriche, con una dominante di oli con forti ispessimenti materici, mentre la sua tavolozza sperimentò l'intera gamma di possibilità comunicative, dai paesaggi concepiti con sole differenti tonalità di bianco, ai dipinti - come i propri Autoritratti - immersi nel nero della notte.
Mentre in Italia un numero ampio di artisti sentì il bisogno di confrontarsi con problematiche di carattere sociale, la poetica di Mattioli  si mantenne fedele ai temi "metastorici" dello stupore per il mondo e dell'inquietudine esistenziale dell'essere nel mondo. Fu di questo periodo la sorprendente serie - non priva di rimandi a Claude Monet - delle Aigues Mortes (1977- 1979): una serie di visioni aeree di forme e di colori cangianti, tese ad indagare l'incerto confine tra l'organico e l'inorganico, tra la vita e la morte. Iniziò in questo periodo (dal 1975) anche la produzione dei tenerissimi ritratti della nipotina Anna, che sembrano realizzati per coinvolgere la bimba in una favola  inventata per lei, e costruita per dar forma alla sua scoperta del mondo.
Durante gli anni ottanta la poetica di Mattioli, lontana dall'esaurirsi nell'appagata riproposta delle forme espressive già sperimentate, si rinnovò attraverso l'esplorazione di nuovi soggetti: i  grandi Boschi verdi (1981), i Muri (1982), le Pinete (1983). Altri temi, come i Cieli, lasciati depositare in fondo alla memoria, vennero periodicamente rivisitati attraverso una sorta di "vis combinatoria" di forme e di colori, capace di far scaturire un'inesauribile gamma di variazioni sul tema.
Si intensificò altresì la ricerca di nuove forme espressive attraverso la meticolosa scelta di inconsuete superfici su cui stendere i propri colori: pagine prelevate da antichi manoscritti, vecchie tele consunte, tavole lignee provate dal tempo. Si compie così, attraverso la realizzazione dell'opera, una sorta di trasmutazione alchemica, fortemente suggestiva, di oggetti nei quali la nuova e la vecchia forma si compenetrano, nel rispetto delle reciproche essenze.
Una menzione particolare merita, a questo proposito, il Grande Crocifisso (1985), realizzato in memoria della moglie Lina, con antiche tavole sapientemente connesse. Si tratta di un accostamento non occasionale di Mattioli all'arte sacra: solo nel 2000 gli verrà dedicata la necessaria attenzione critica con una mostra tenuta a Parma dal titolo Luce da Luce.

Tra i numerosi riconoscimenti di questo periodo vanno almeno ricordati una grande retrospettiva a cura di Pier Carlo Santini che venne allestita nel Palazzo Reale di Milano (1985). In essa furono esposti per la prima volta i Taccuini, una raccolta privata di prove pittoriche su differenti supporti cartacei, quasi a voler tener traccia del deposito artistico della propria memoria. Importante, in ambito di raffigurazioni sacre, è l'amicizia con Giulio Salvadori, artista di Mosio al quale sarà molto legato e che condividerà con lui questo tema così profondo e così importante per la sua arte.
Nel 1986, per i suoi settantacinque anni, venne realizzata a Ferrara una mostra antologica di paesaggi; la regione Emilia-Romagna pubblicò un volume sulla sua opera. La rinomanza internazionale di Mattioli è ormai consolidata (come testimonia il lungo elenco di esposizioni personali realizzate anche all'estero). Il  Museo Arthur Rimbaud, a Charleville-Mézières, espone una serie  di pastelli, intitolata Illumination dallo stesso Mattioli, per rendere omaggio al  "poeta maledetto".
Nel 1993, dopo un periodo di malferme condizioni di salute, Mattioli realizzò la sua ultima serie di opere aventi per oggetto i paesaggi biancheggianti delle Alpi Apuane.
Dopo la scomparsa del pittore nel 1994, la sua opera continua a tener desta l'attenzione del pubblico e della critica con mostre antologiche in Italia e all'estero, conferendogli lo "status" di una delle più rilevanti personalità dell'arte figurativa italiana del dopoguerra. 
Nel 1996 nasce in Parma l'Archivio Carlo Mattioli, curato dalla nipote Anna Zaniboni Mattioli, con lo scopo di sovrintendere alle dichiarazioni di autenticità dell'opera del Maestro e di promuoverne la conoscenza.

## Giudizi critici sull'opera di Carlo Mattioli
La letteratura sulla figura di Carlo Mattioli e sulla sua produzione artistica è molto vasta. Ci limitiamo qui a poche significative citazioni che riguardano la sua poetica.
Nondimeno Mattioli è un artista elementare, assorbito dalla osservazione delle forme e degli episodi della natura fino a un certo purissimo grado di immedesimazione sensuale e mentale  non mai però fino al punto di comprimere la sua propria misura contemplativa, da farle torto.

Per quella sua elementarità, unita alla rara delizia del suo dipingere (è dei pochi pittori ad averne custodito il gusto) per quel suo affisamento contemplativo a Mattioli è accaduto di cimentarsi in prove che avrebbero dissuaso chiunque, e a ragione: infatti a nessun altro sarebbe stato possibile non soccombere alla ovvietà dell'assunto e alla pedanteria da erborista o da minerologo di certe suites da lui puntigliosamente allineate, le suites dedicate a cespi, pietre, rovi; più recentemente ai cieli.»
(Estratto da Mario Luzi, Presentazione del libro La pioggia nel pineto. Il bulino, Modena, 1984)
Anche questo fa parte di una sua particolare psicologia che sente e ama il passato e se lo porta addosso, come un marchio indelebile, come se l'uomo, l'artista occidentale non potesse essere frutto esclusivo del presente, dovesse solo rinnovarlo. Ecco perché ricerca i suoi schemi che si ripetono in varianti come in una produzione seriale di cui muta l'impaginazione, il taglio, la tavolozza, l'inquadratura, sapendo che il creato è immutabile e segue regole inspiegabili. L'artista può solo colorare il mondo, anziché aderirvi nella sua misteriosa evoluzione. La vecchia essenza lignea consumata dal tempo ritorna ad essere albero, paesaggio: la morte torna ad essere vita, ogni pennellata trasforma la fine in rinnovato inizio, riguadagnando funzione estetica per chi la guarda. I nudi stessi si miscelano con le terre, diventano curve di un improbabile orizzonte, forme lievi che si colorano di rosa pallidi, di azzurri collinari su cieli d'ardesia. La natura si fa metafora della vita, delle sue proprie stagioni. Se i nudi, disegnati o dipinti, negli anni sessanta presentano una vitalità erotica, col passare del tempo si stingono e si smaterializzano fino a diventare pura forma estetica, tutto si semplifica nell'essenziale per diventare geometria primordiale»
(Estratto da Lucia Fornari Schianchi, Carlo Mattioli: l'anima in fuga, catalogo della Mostra antologica a cura di Giuseppe Marcenaro e Piero Boragina, presso la Galleria Nazionale di Parma - Voltoni del Guazzatoio - 20 novembre 2004 - 16 gennaio 2005; Edizioni Mazzotta, 2004)